# ستيفن غاريت
ستيفن غاريت (بالإنجليزية: Stephen Garrett)‏ هو منتج تلفزيوني ومنتج أفلام بريطاني، ولد في 16 أبريل 1957.

## وصلات خارجية
- ستيفن غاريت على موقع IMDb (الإنجليزية)
- ستيفن غاريت على موقع ألو سيني (الفرنسية)
- ستيفن غاريت على موقع أول موفي (الإنجليزية)
- ستيفن غاريت على موقع قاعدة بيانات الأفلام السويدية (السويدية)
- ستيفن غاريت على موقع قاعدة بيانات الفيلم (الإنجليزية)
- ستيفن غاريت على موقع كينوبويسك (الروسية)